# Onychosepalum
Onychosepalum  es un género con tres especies de plantas herbáceas perteneciente a la familia Restionaceae. Es originario del sudoeste de Australia.

## Especies deOnychosepalum
- Onychosepalum laxiflorum Steud., Syn. Pl. Glumac. 2: 249 (1855).
- Onychosepalum microcarpum Meney & Pate, Telopea 6: 664 (1996).
- Onychosepalum nodatum B.G.Briggs & L.A.S.Johnson, Telopea 9: 252 (2001).